# Чесноков, Сергей Михайлович
Сергей Михайлович Чесноков — советский футболист и баскетболист, нападающий.

## Биография
Сергей Михайлович Чесноков родился в семье железнодорожного служащего и был третьим из четырёх братьев.
В 1910 году Борисом Чесноковым была создана команда «Рогожский кружок спорта» (РКС), за которую стал выступать Сергей и остальные братья: Иван и Владимир. «РКС» называли «чесноковцами».
Однако в 1913 году полиция разогнала болельщиков и игру «диких» рабочих команд, и «РКС» перебрался с Рогожской Заставы в «Новогиреевское спортивное общество», где братья становились чемпионами Москвы.
Совместная футбольная биография братьев получилась непродолжительной. В 1917 Борис получил травму ноги и завершил занятия спортом. Владимир вступил в партию большевиков, был направлен в деревню и погиб. Иван работал тренером и инструктом спортивных обществах «Пищевик» и «Спартак». А Сергей перешёл в команду ОЛЛС (позднее ОППВ), где был заметным футболистом (играл в баскетбол за ОППВ).
25 июня 1922 года в Москве команда ОЛЛС в матче на Кубок Тосмена («Кубок Столиц») победила чемпиона Петрограда команду «Спорт» 1:0 и завоевала трофей. Все решил единственный мяч, забитый Сергеем Чесноковым. 
В 1923—1924 годах выступал за сборную Москвы и дважды становился чемпионом СССР.
Погиб в самом расцвете сил.

## Достижения
Футбол

Московская футбольная лига
- Чемпион (4): 1955, 1917(о), 1919(о), 1922(в)
- Вице-чемпион (3): 1918(в), 1919 (в), 1922(о)
- Бронзовый призёр: 1916

Кубок КФС-Коломяги (Кубок абсолютного первенства Москвы)
- Обладатель: 1922

Кубок Тосмена (Кубок чемпионов двух столиц)
- Обладатель: 1922

Приз журнала «К спорту» (Чемпионат Москвы для «диких» команд)
- Победитель[3] (2): 1912, 1913

Список 33 лучших футболистов сезона в СССР
- Правый край: 1923 (№ 3)[a]

Баскетбол

Чемпионат СССР
- Чемпион: 1923[b], 1924